# Beameromyia monticola
Beameromyia monticola là một loài ruồi trong họ Asilidae. Beameromyia monticola được Martin miêu tả năm 1957. Loài này phân bố ở vùng Tân Bắc giới.